# Бластоцель

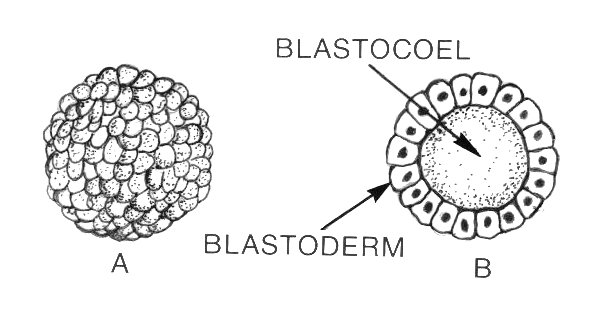

Бластоцель (муж. род, лат. blastocoelia; от др.-греч. βλαστός — зачаток, зародыш и κοῖλος — полый; Полость дробления) — полость бластулы, образующаяся между бластомерами у зародышей животных. Заполнена жидкостью, отличающейся по химическому составу от окружающей среды. Полость увеличивает площадь поверхности эмбриона, улучшая его способность усваивать питательные вещества и кислород. Достигает наибольшего размера к концу дробления, на стадии бластулы. В процессе гаструляции постепенно вытесняется при впячивании (инвагинации) стенки зародыша или заполняется (в ходе иммиграции) перемещающимися клетками. Бластоцель выражен у зародышей животных с шарообразной бластулой (целобластулой), например, у кишечнополостных, кольчатых червей, моллюсков, иглокожих, амфибластулой (земноводные). Бластоцель не выражен или отсутствует у зародышей с дискобластулой (паукообразные, рыбы, пресмыкающиеся, птицы, млекопитающие). В ходе дальнейшего развития у некоторых животных на месте бластоцеля образуется первичная полость тела, однако у большинства групп между бластоцелем и первичной полостью нет прямой преемственности (первичная полость тела образуется на месте исчезающей паренхимы, схизоцельным способом).

## Ошибки использования термина
Распространены две ошибки при использовании термина «бластоцель»:
- употребление термина «бластоцель» в качестве слова женского рода
- употребление термина «бластоцель» для обозначения полости бластоцисты — негомологичной бластуле стадии развития млекопитающих.